# Liste der Komponisten/I

## Ib
- Jacques Ibert (1890–1962)

## Ic
- Toshi Ichiyanagi (1933–2022)

## If
- Akira Ifukube (1914–2006)

## Ig
- Leopoldo Igarza (* 1941)
- Hector Iglesias Villoud (1913–1988)
- Konstantin Nikolajewitsch Igumnow (1873–1948)

## Ih
- Friedrich Ihme (* 1940)

## Ik
- Shin’ichirō Ikebe (* 1943)
- Tomojiro Ikenouchi (1906–1991)
- Lauri Ikonen (1888–1966)
- Bojan Ikonomov (1900–1973)
- Stefan Ikonomov (1937–1994)

## Il
- Ilia Iliev (1912–1988)
- Konstantin Iliev (1924–1988)
- Percival J. Illsley (1865–1924)

## Im
- Andrew Imbrie (1921–2007)

## In
- Antonio Incerto  (um 1584–um 1602)
- Herbert Reynolds Inch (1904–1988)
- Sigismondo d’India (um 1582–1629)
- Vincent d’Indy (1851–1931)
- Manuel Infante (1883–1958)
- Marc’Antonio Ingegneri (1535/36–1592)
- Désiré-Émile Inghelbrecht (1880–1965)
- Marian Ingoldsby (* 1965)
- Atli Ingólfsson (* 1962)

## Io
- Yannis Ioannidis (* 1930)
- Adrian Iorgulescu (* 1951)

## Ip
- Michail Ippolitow-Iwanow (1859–1935)
- Pedro Ipuche-Riva (1924–1996)

## Ir
- Sebastian de Iradier (1809–1865)
- Gabriel Iranyi (* 1946)
- John Ireland (1879–1962)
- Juan Frances de Iribarren (1699–1767)
- Yoshiro Irino (1921–1980)
- Miguel de Irizar (1635–1684)

## Is
- Heinrich Isaac (um 1450–1517)
- Bartholomew Isaack (1661–1709)
- Carlos Isamitt Alacrón (1887–1974)
- Andrés Isasi (1890–1940)
- Kan Ishii (1921–2009)
- Maki Ishii (1936–2003)
- Páll Isólfsson (1893–1974)
- Niccolò Isouard (1775–1818)
- Martun Israjeljan (* 1938)
- Miloslav Ištvan (1928–1990)

## It
- Wolfgang Iten (1712–1769)
- Brasílio Itiberê da Cunha (1846–1913)
- João Itiberê da Cunha (1870–1953)
- Ryuta Ito (1922–2007)
- Yasuhide Itō (* 1960)
- José Iturbi (1895–1980)

## Iv
- Jānis Ivanovs (1906–1983)
- Johannes Erasmus Iversen (1713–1755)
- Charles Ives (1874–1954)
- Jean Eichelberger Ivey (1923–2010)

## Iw
- Alexander Iwanow-Kramskoi (1912–1973)

## Iz
- Adina Izarra (* 1959)